# Pangalengan (plaats)
Pangalengan is een bestuurslaag in het regentschap Bandung van de provincie West-Java, Indonesië. Pangalengan telt 20.507 inwoners (volkstelling 2010).